# Rafael Ferreira Francisco
Rafael Ferreira Francisco (sinh ngày 13 tháng 4 năm 1986) là một cầu thủ bóng đá người Brasil.

## Sự nghiệp câu lạc bộ
Rafael Ferreira Francisco đã từng chơi cho SC Sagamihara.